# Serrivomer jesperseni
Serrivomer jesperseni is een straalvinnige vissensoort uit de familie van zaagtandalen (Serrivomeridae). De wetenschappelijke naam van de soort is voor het eerst geldig gepubliceerd in 1953 door Bauchot-Boutin.